# Gueuser
Geuser eller gueuser (fr. les Gueux, av gueux "tiggare") var ett politiskt parti i Nederländerna under 1500-talet, som bestod av de med Filip II:s regering missnöjda nederländarna, vilka slutligen reste sig mot det spanska väldet. 
Man skiljer vanligen mellan skogsgeuser, som opererade i sydvästra Flandern, och havsgeuser, som anföll spanjorerna till sjöss.